# Acleioprocta
Acleioprocta è una superfamiglia di molluschi nudibranchi.

## Famiglie
- Calmidae
- Cuthonidae
- Pseudovermidae